# Lois Capps
Lois Grimsrud Capps, född 10 januari 1938 i Ladysmith, Wisconsin, är en amerikansk demokratisk politiker. Hon var ledamot av USA:s representanthus från Kalifornien 1998–2017.
Capps avlade 1959 sin grundexamen vid Pacific Lutheran University i Tacoma. Hon har sedan avlagt två masterexamina, den första 1964 i religion vid Yale University och den andra 1990 i pedagogik vid University of California, Santa Barbara.
Hennes make, kongressledamoten Walter Capps avled 28 oktober 1997 och hon vann fyllnadsvalet följande år för att efterträda sin make i kongressen. Hon representerade Kaliforniens 24:e distrikt; distriktet bytte år 2003 nummer från 22:a till 23:e och på nytt år 2013 från 23:e till 24:e. Distriktet omfattar städerna San Luis Obispo, Morro Bay, Pismo Beach, Santa Maria, Goleta, Santa Barbara, Carpinteria, Ventura, Oxnard och Port Hueneme.